# Malý Lipník
Malý Lipník es un municipio del distrito de Stará Ľubovňa en la región de Prešov, Eslovaquia, con una población estimada a final del año 2024 de 484 habitantes.
Se encuentra ubicado al noroeste de la región, cerca del río Poprad (cuenca hidrográfica del río Vístula) y de la frontera con  Polonia.

## Demografía
| Año        | 1994 | 2004    | 2014    | 2024    |
| ---------- | ---- | ------- | ------- | ------- |
| Población  | 480  | 458     | 454     | 484     |
| Diferencia |      | −4,58 % | −0,87 % | +6,60 % |

| Año        | 2023 | 2024    |
| ---------- | ---- | ------- |
| Población  | 467  | 484     |
| Diferencia |      | +3,64 % |